# Cnemarchus
Cnemarchus är ett fågelsläkte i familjen tyranner inom ordningen tättingar: Släktet omfattar numera två arter som förekommer i Sydamerika:
- Rödgumpad busktyrann (Cnemarchus erythropygius)
- Rostvingad busktyrann (Cnemarchus rufipennis)

Traditionellt omfattade släktet endast erythropygius, men genetiska studier har visat att den står mycket nära rostvingad busktyrann (Polioxolmis erythropygius). De placeras därför numera i samma släkte, där Cnemarchus har prioritet.